# Melanospiza richardsoni
Melanospiza richardsoni là một loài chim trong họ Thraupidae.